# Babenda
Le Babenda est un plat traditionnel burkinabè, originaire de l'ethnie Mossi. Il est composé de feuilles d'oseille et des feuilles de bonrombourou (amarante hybride), de la poudre d'arachides et de riz. En 2025, il obtient le titre de meilleur plat traditionnel au Championnat mondial des arts culinaires et de la pâtisserie. 

## Étymologie
Le mot Babenda dérive de deux mots de la langue mooré: baaga, qui signifie « chien », et benda, qui désigne une couverture en tissu de coton. Littéralement, le terme peut être traduit par «dessous de chien». Le plat s'appelait à l'origine zê arsenga, ce qui signifie «sauce fluide».

## Contexte
Le Babenda apparaît entre 1930 et 1940, en réponse à une période de crise alimentaire provoquée par une sécheresse. Il est alors consommé principalement par les populations rurales défavorisées comme aliment de survie. La recette initiale utilise essentiellement des feuilles comestibles, une petite quantité de céréales et de l’eau. Avec le temps, la recette évolue. Il s’enrichit en ingrédients et devient plus savoureux, ce qui favorise son adoption dans tout le pays. Aujourd’hui, il est largement consommé au Burkina Faso, apprécié par des personnes issues de toutes les catégories sociales,.

## Composition

### Ingrédients
Le babenda se compose essentiellement de feuille d’oseilles, de tomate patte, de feuille de boulomboulou, du riz concassé, d’arachide pilé, de soumbala, du poisson sec pilé, du piment et du sel,.

### Préparation
Faire chauffer une casserole avec un peu d'eau. Une fois l'eau portée à ébullition, ajouter les feuilles de boulomboulou lavées et hachées et laisser mijoter quelques minutes jusqu'à ce qu'elles soient tendres. Ajouter ensuite les feuilles d'oseille, également lavées et hachées. Laisser bouillir pendant environ 15 minutes. Ajouter le riz et, après cinq minutes, les cacahuètes concassées. Faire bouillir pendant 20 minutes, puis ajouter le poisson séché écrasé et le soumbala. Remuer régulièrement à l'aide d'une spatule pour éviter que le mélange ne colle. Couvrir et laisser mijoter à feu doux pendant environ 30 minutes.

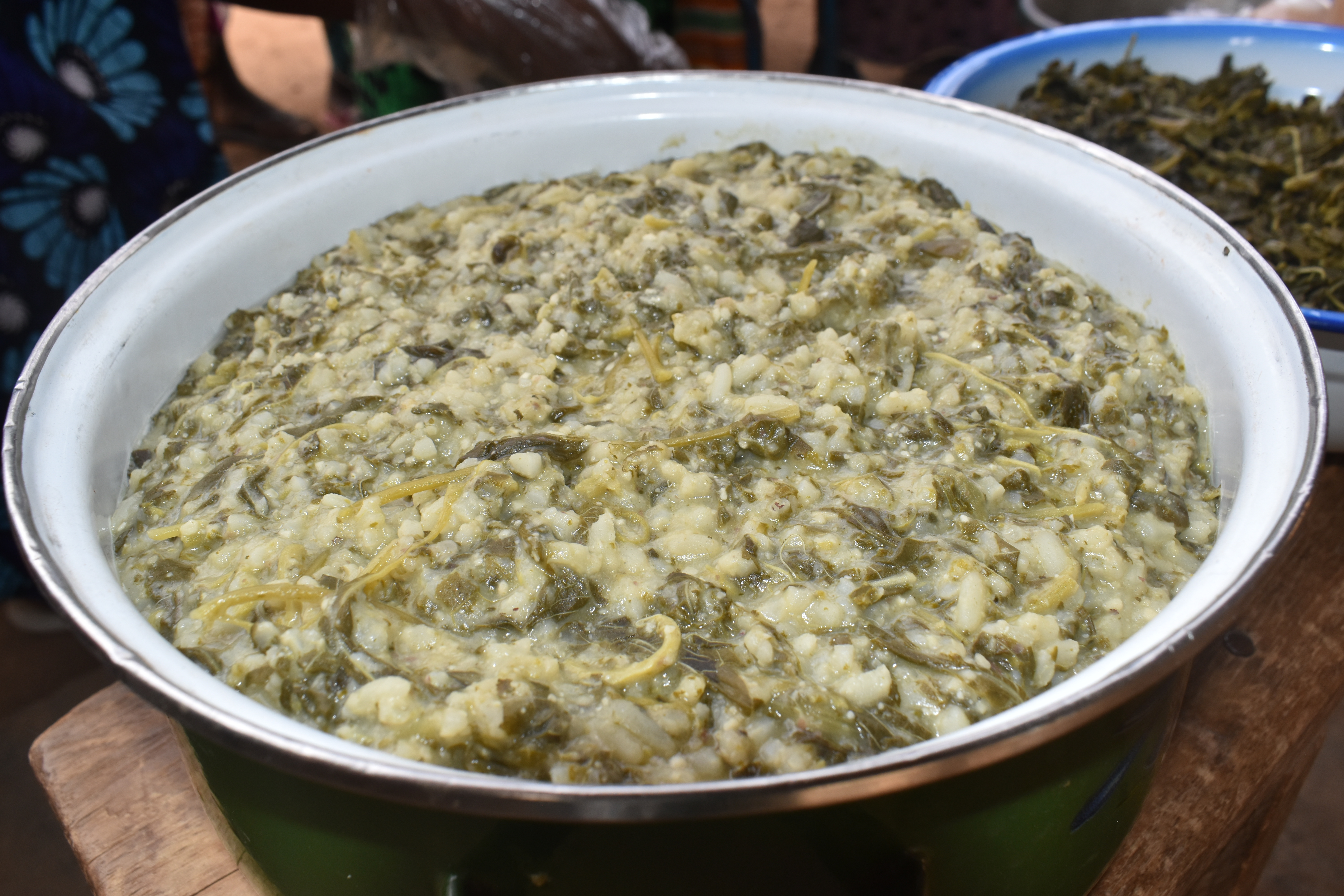

### Dégustation
Le babenda se déguste chaud, accompagné de beurre ou d'huile de karité, de piment et de sel. Il peut être servi avec du to, une pâte à base de millet ou de farine de maïs. Il est souvent partagé avec la famille et les amis, en particulier lors de cérémonies telles que les mariages, les baptêmes et les fiançailles.

## Valeur nutritionnelle
Le babenda est considéré comme un plat riche en nutriments en raison de la variété de ses ingrédients. Selon le nutritionniste Jean Axel Tegwende Caboré, sa composition équilibrée peut satisfaire les besoins nutritionnels de différents groupes de population, y compris ceux qui souffrent de malnutrition. Le riz, utilisé comme base céréalière, fournit des glucides complexes qui sont une source d'énergie durable. Il contient également des fibres, des vitamines B et des minéraux tels que le fer et le magnésium. Les feuilles utilisées dans la recette notamment le boulomboulou (Amaranthus hybridus), le kinebdo (Gynandropsis gynandra) ou parfois les feuilles d'oseille sont riches en vitamines A, C et K, en calcium et en potassium. Elles fournissent également des antioxydants et des fibres supplémentaires. Cette composition fait du babenda un plat complet et équilibré, particulièrement adapté pour lutter contre la malnutrition,,.

## Distinction
2025: Meilleur plat traditionnel du monde lors du championnat du monde des arts culinaires et de la pâtisserie,.